# لورينزو غونزاليس
لورينزو غونزاليس (بالإسبانية: Lorenzo José González)‏ هو لاعب كرة قدم إسباني، ولد في 2000 في لاس بالماس دي غران كناريا في إسبانيا. لعب مع مانشستر سيتي.

## روابط خارجية
- لورينزو غونزاليس على موقع قاعدة بيانات كرة القدم.إي يو (الإنجليزية)
- لورينزو غونزاليس على موقع Soccerway.com (الإنجليزية)
- لورينزو غونزاليس على موقع عالم كرة القدم.نت (الإنجليزية)